# Radio

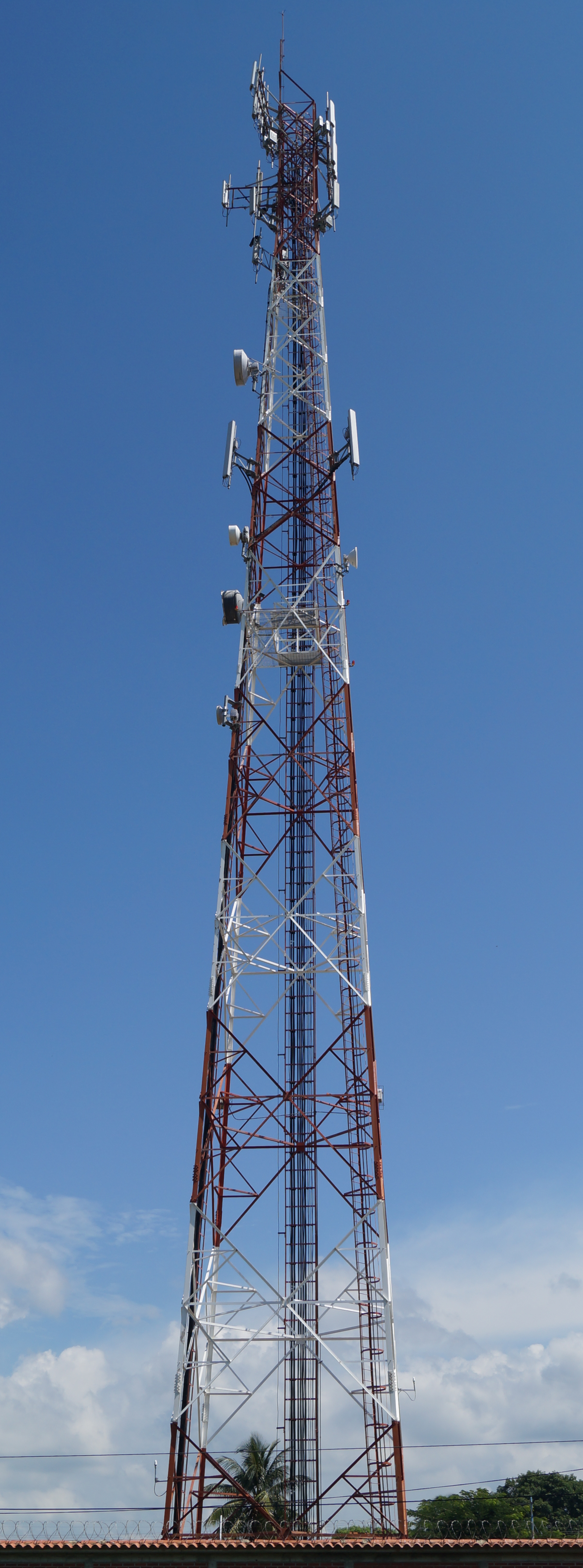
Radiotorn

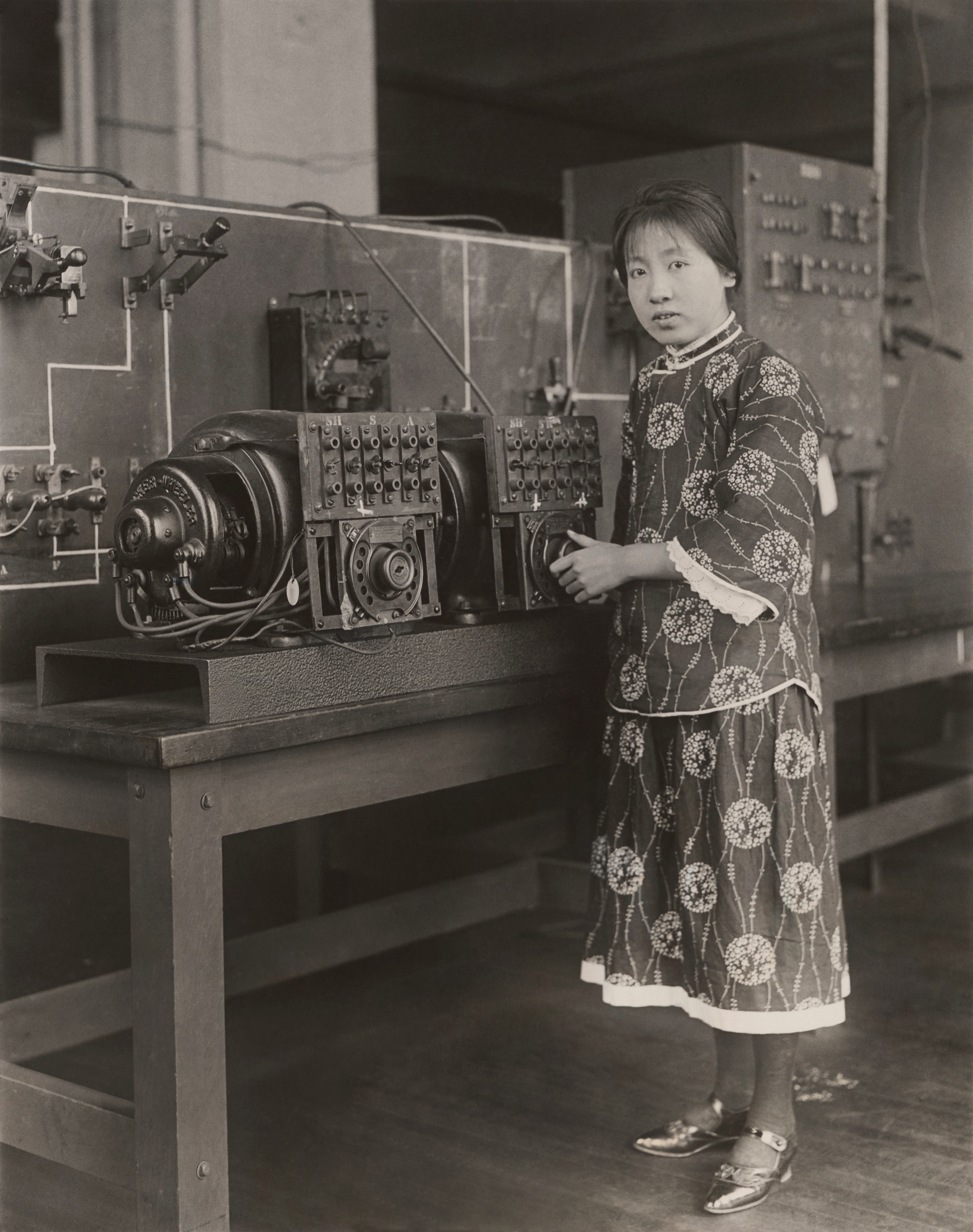
Li Fu Lee, den första kinesiska studenten (elektroingenjör) på Massachusetts Institute of Technology 1925, vid MIT:s försöksradioanläggning.

Radio är trådlös överföring av signaler genom modulering av elektromagnetiska vågor med frekvenser lägre än det synliga ljusets.
Utsändning av radio sker vanligtvis från en sändare som sprider signalerna jämnt åt alla håll och där mottagning kan ske inom det område som täcks av radiovågorna. Området kan utökas med hjälp av reläsändare (slavsändare) som fångar upp signalerna och skickar dem förstärkta vidare. Radioöverföring kan också ske riktat mellan två fasta punkter via det som kallas radiolänkar.
När utsändningen sker med avsikt att nå många mottagare samtidigt kallas det rundradio. Radio mellan två stationer som båda är både sändare och mottagare kallas trafikradio, radiotelefoni eller kommunikationsradio.

## Historia

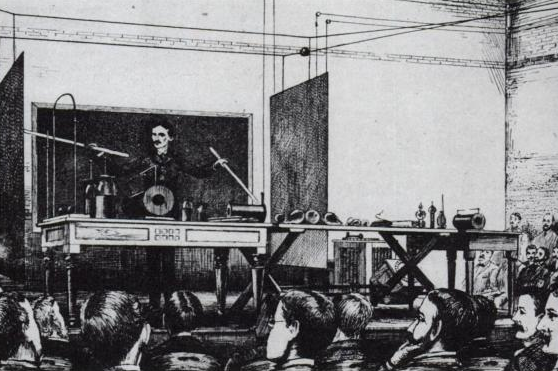
Nikola Tesla demonstrerar trådlös överföring av energi vid Columbia College 1891. Två år senare presenterade han efter ytterligare forskning grunderna för radio.

Redan 1864 förutsåg James Clerk Maxwell de elektromagnetiska vågornas existens och kunde formulera dem matematiskt. 1888 visade Heinrich Hertz hur dessa kunde genereras. Under 1890-talet gjordes försök med trådlös signalering genom rymden. Radion tros i allmänhet vara uppfunnen av Guglielmo Marconi. Vem som egentligen var först är osäkert, men flera gör anspråk på att vara först. Vissa historiker, mestadels i Ryssland, menar att Aleksandr Popov hann före, men Marconi gjorde den första demonstrationen av trådlös telegrafi på ett större avstånd år 1896. Nikola Tesla ifrågasatte Marconis patent på trådlös radio och efter Teslas död 1943 kom domen från högsta domstolen i USA som gav Tesla rätten till sina patent gällande radio och Marconis blev därmed ogiltiga. Marconi arbetade som assistent hos Nikola Tesla och utnyttjade Teslas arbete på området. Däremot var han den som först förstod radions kommersiella möjligheter och hade genom sina förmögna föräldrar resurser att exploatera den nya uppfinningen.
Marconi använde gnistsändare som genom en snabb följd av gnisturladdningar skapade korta radiovågspulser ungefär som man med snabbt upprepade knäppningar på en gitarrsträng kan upprätthålla en ton. Gnistsändaren kunde bara användas för telegrafi. Den avgav mycket orena signaler, vilket innebar att en sändare störde på många frekvenser. Därför förbjöds gnistsändare när bättre och renare tekniker blev tillgängliga.
1897 lyckades Marconi skapa ett brittiskt exploateringsbolag för att utnyttja den nya tekniken, British Marconi Company. 1897 fick han brittiskt patent på en radiosändare som mycket lite skiljde sig från en tidigare av Édouard Branly konstruerad. Marconis patent saknar avstämningsanordningar och svängningskretsar, vilka i stället patenterades av Oliver Joseph Lodge samma år. Patentet köptes dock snabbt upp av Marconi, som 1899 startade ett amerikanskt dotterbolag för att utveckla tekniken där. 1901 lyckades Marconi första gången etablera radiosändningar över Atlanten, från en station i Poldhu i Cornwall och en i Kap Breton på New Foundland. Som antenner använde man vid denna tid drakar.
Marconi mötte dock hård konkurrens från de traditionella telegrafbolagen när det gällde att etablera den trådlösa telegrafin, och satsade därför främst på fartygstelegrafi. Hans målsättning var att köpa upp alla viktiga patent och skaffa sig monopol över kustradiotrafiken över hela världen. Marconi knöt till sig en rad framstående forskare, bland andra John Ambrose Fleming, dioddetektorns uppfinnare.
I Tyskland hade under tiden Georg von Arco och Adolf Slaby vid AEG 1897 gjort betydelsefulla uppfinningar för att förbättra avstämningen och 1898 förbättrade Ferdinand Braun vid Siemens AG radioöverföringen ytterligare genom att mellan krafttransformatorn och antennsystemet infoga en svängningskrets som innehöll den svängningsalstrande gniststräckan. 1903 sammanfördes de båda bolagens radiotekniska innovationer genom bildandet av Telefunken.
Till en början användes huvudsakligen mycket långa våglängder på mellan 10 000 och 20 000 meter, liksom en mycket bred sändningsfrekvens, vilket ledde till kraftiga störningar på radionätet. Därför förbjöds 1912 gnistsändare med enkel antennkrets med större effekt än 50 W för annat än nödsändningar. Max Wien hade redan omkring 1908 utvecklat ett system för att förbättra överföringen, men det dröjde till första världskriget innan detta system fick större genombrott. R. Rendahl spelade en viktig roll i systemets utveckling.

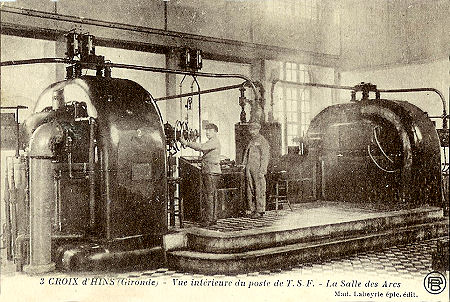
Poulsen-ljusbågssändare vid den franska kusten (Croix d'Hins) ca 1925.

Valdemar Poulsens konstruerade 1903 tillsammans med Peder Oluf Pedersen en ljusbågssändare (eng. arc transmitter), delvis byggande på en av William Duddells redan 1899 utvecklad teknik, som underhöll en kontinuerlig elektrisk ljusbåge i gas som samtidigt genererade en jämn radiofrekvent svängning på upp till 200 kHz. Höga effekter kunde uppnås och sändarna kunde förmedla tal och musik. En första station av denna typ byggdes 1905 i Lyngby i Danmark, och snart kom även amerikanska marinen att använda Poulsens teknik. Systemet blev härefter en av gnistradions främsta konkurrenter. En av de största sändarna av denna typ byggdes 1924 i Malabar i Nederländska Ostindien för kommunikation mellan kolonin och hemlandet. Systemet kom dock på 1920-talet att trängas ut av andra system för långvägskommunikation.
Alexandersons och Fessendens roterande högfrekvensgenerator (eng. high frequency alternator) hade ett roterande hjul som ömsom släppte igenom, ömsom hindrade ett magnetfält ungefär som ett roterande vagnshjul med tjocka ekrar kan släppa igenom eller hindra ljus att passera. Generatorn kunde leverera höga effekter och frekvenser på upp till 100 kHz av mycket hög renhet, väl lämpade för talöverföring. Idag finns en enda fungerande anläggning kvar och den finns i Grimeton i Halland och står på Unescos världsarvslista.
Den första rörbestyckade sändaren (eng. vacuum tube transmitter) sägs ha byggts redan 1913, och tekniken mognade på 1920-talet och ersatte efterhand alla tidigare typer av sändare. Bl.a. sändes musik till trupper i Belgien under första världskriget (1915–1918).
För radioöverföring av tal och musik är modulation en process för att i en sändare få en bärvåg att variera i takt med meddelandesignalen. För att ta emot signalen erfordras demodulering av sändarens modulerade bärvåg. En mottagningsanläggning för radio består i sitt enklaste utförande av en antenn med avstämningsanordning, en detektor och en hörtelefon. Ett exempel på en av de tidigaste radiomottagarna är kristallmottagaren. På 1920-talet började man använda mottagare med elektronrör och akustiska högtalare. Med förbättrad teknik som till exempel olika moduleringsförfaranden och moderna komponenter har sedan dess olika typer av radiomottagare utvecklats. Sedan 1930-talet har superheterodynmottagare-tekniken varit vanlig oberoende av komponenttyp.

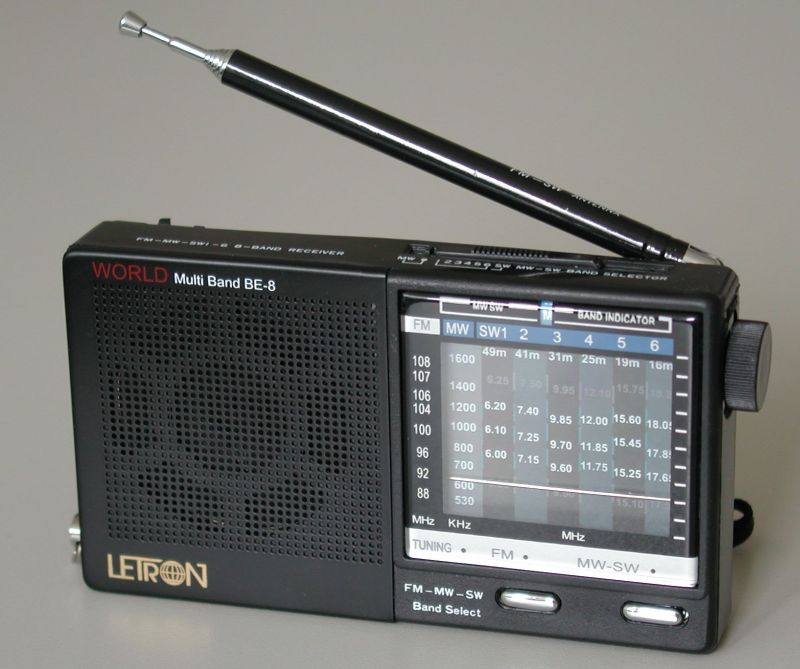
En transistorradio av multibandstyp, med utökade inställningsmöjligheter för kortvåg.

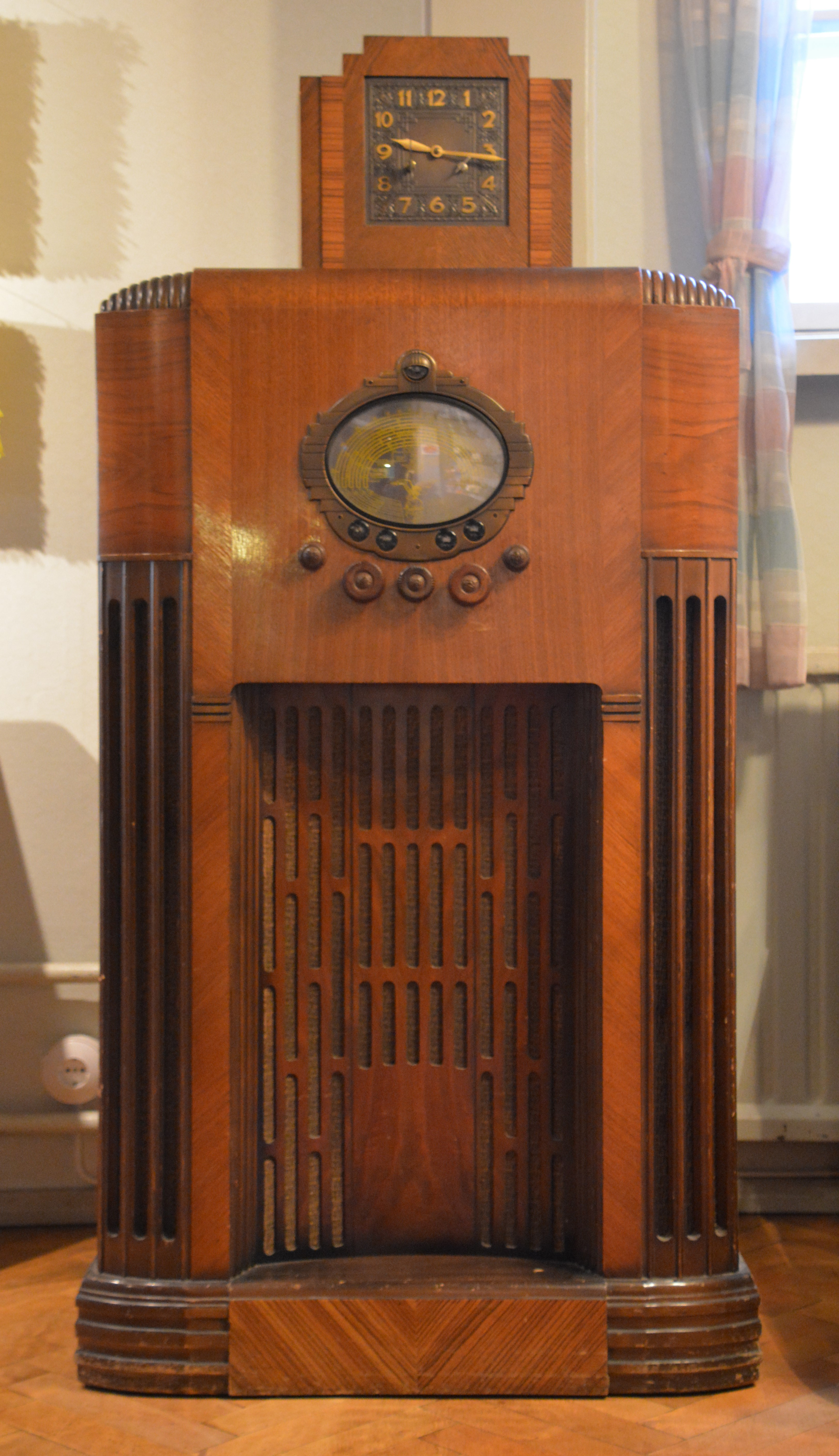
Amerikansk radiomöbel i trä

1947 uppfanns transistorn, som inte bara revolutionerade utvecklingen av radiomottagare utan hela elektronikutvecklingen. Transistorerna var i sin barndom opålitliga, de gick lätt sönder och kunde inte hantera höga frekvenser. Det dröjde dock ännu en tid innan man kunde göra transistorer för så höga effekter som krävdes för televisionsapparater och mindre sändare. För kraftfulla sändare används fortfarande elektronrör.
För rundradiosändningarna användes från början amplitudmodulering för modulering av radiosignalerna. AM-radiosändningar vars radiovågor har lång räckvidd äger rum inom långvågs-, mellanvågs- och kortvågsbanden. Frekvensmodulering, som infördes för radiosändningarna på 1950-talet, är numer använd parallellt med AM, beroende på sändningsområdets topografi och avsedd räckvidd. FM används för nationella sändningar framför allt i Europa och sänder normalt inom VHF-frekvensbandet 88–108 MHz. Dessa radiovågor har kort räckvidd. Frekvensområden för både rund- och trafikradiosändningar förhandlas fram via ITC (International Telecommunication Commission) och är inget naturbestämt.
Ingemar Östberg gav Teknisk tidskrift 1960 en redogörelse för de olika metoder för frekvensmodulering som tagits fram innan ett gemensamt system kunde väljas.

## Tillämpningar

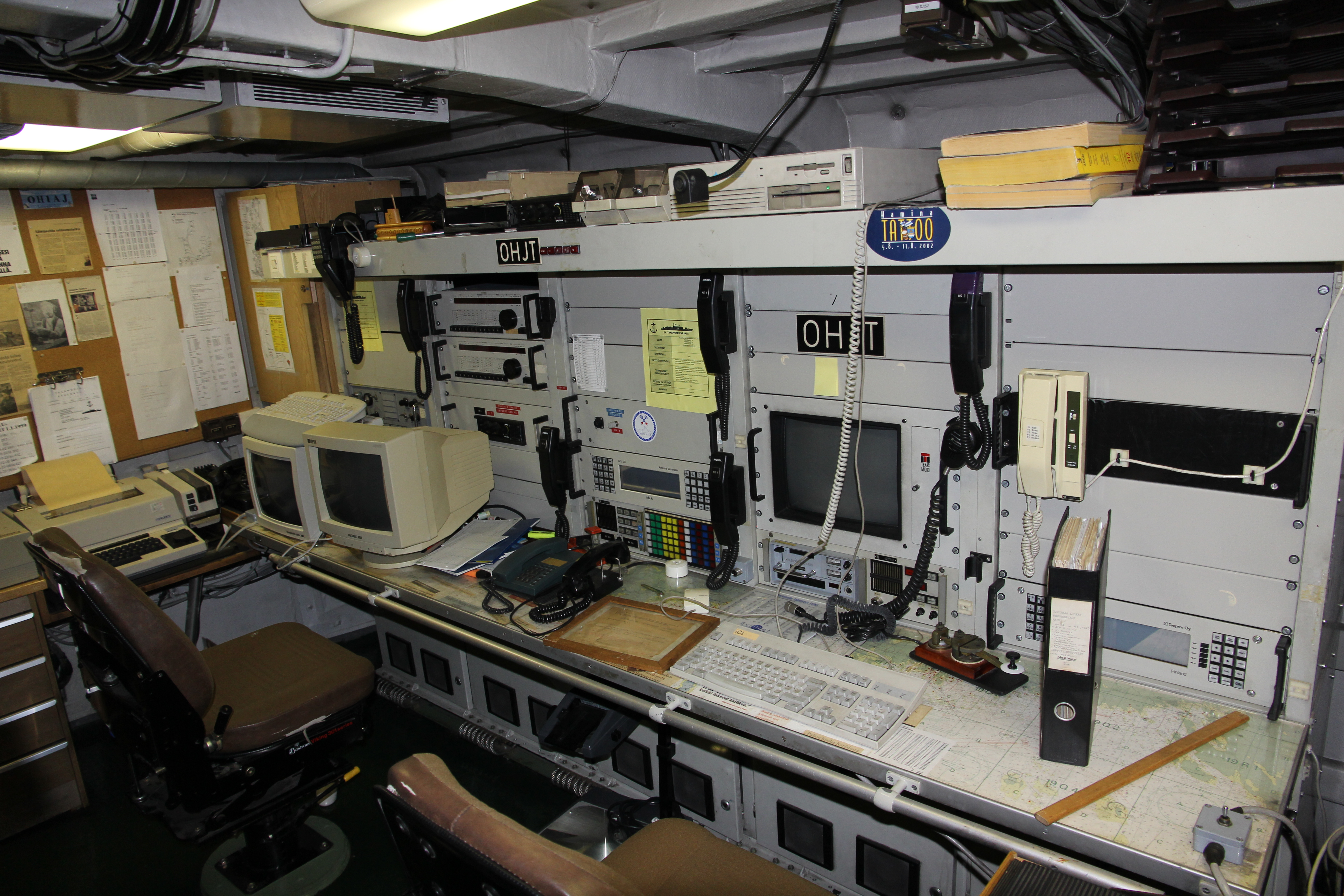
Radiohytten på kanonbåten Karjala, byggd 1968.

- Radio (medium)
- Amatörradio
- Fartygsradio, Sjöradio
- Polisradio
- Radiopejling
- Radionavigering
- Radiostyrning
- Radioastronomi
- Radioteleskop
- Television